# Karmele Larrinaga
Karmele Larrinaga Cabañas (Bilbao, Vizcaya, 4 de septiembre de 1964) es una actriz y cantante española, reconocida por su participación en series de televisión como Goenkale y Go!azen.
En 2023 interpreta el programa del disco del pianista Antonio Oyarzábal La Muse Oubliée en el Teatro Arriaga de Bilbao.

## Filmografía

### Televisión
- Detective Touré. 2024, TVE / EITB
- Reina Roja. 2024, Amazon Prime Video
- Go!azen 8.0. 2021-2022, ETB 1
- Go!azen 7.0. 2020-2021, ETB 1
- Go!azen 6.0. 2019-2020, ETB 1.
- Go!azen 5.0. 2018-2019, ETB 1.
- Go!azen 4.0. 2017-2018, ETB 1.
- Bago!az. 2017, ETB 1.
- Go!azen 3.0. 2016-2017, ETB 1.
- Eskamak kentzen. 2016, ETB 1.
- Goenkale. 2013-2015, ETB 1.
- Menú Stress. 2011, ETB 2.

### Cine
- Ane. 2020
- Preguntador. 2013, cortometraje.
- Hiru gezur. 2013, cortometraje.
- Por los camareros. 2011, cortometraje.
- T.O.C.. 2011, cortometraje.
- No me dejes solo. 2009, cortometraje.
- Edén dorado park. 2008, cortometraje.
- De compras con mi madre. 2007, cortometraje.